# Роэд, Йорген
Йорген Роэд (дат. Jørgen Roed; 13 января 1808, Рингстед — 8 августа 1888, Копенгаген) — датский портретный и жанровый художник, представитель Золотого века датской живописи, профессор живописи.

## Происхождение и ранние годы
Йорген Роэд родился 13 января 1808 года в Рингстеде, в семье Педера Йоргенсена Роэда и его жены Эллен Хансдаттер Йенсен. Его отец был крестьянином-арендатором, занимался перевозками и управлял винокурней. Первая возможность постигать азы рисования у юного Йоргена появилась ещё в рингстедской школе, где его первым учителем рисования был катехет Й. Й. Фюн. Несмотря на то скудное обучение, которое мог предоставить Фюн, Йорген проявлял такое рвение и усердие в рисовании, которое побудило его родителей отправить своего сына в Копенгаген для обучения живописи.

## Образование и карьера
В октябре 1822 года в возрасте 14 лет Роэд поступил в Датскую королевскую академию изящных искусств. Помимо этого, ему также было рекомендовано заниматься живописью у портретиста Ханса Хансена, отца Константина Хансена — позже знаменитого художника, с которым Роэд впоследствии поддерживал дружбу многие годы. У Хансена Роэд обучался в частном порядке, параллельно с учёбой в Академии. Однако частное обучение не принесло Роэду каких-либо значительных результатов по причине того, что у Хансена ему приходилось заниматься преимущественно копированием работ своего учителя. Так, в 1824 году Роэд дебютировал на весенней выставке в Шарлоттенборге со своей работой «голова ангела», которая являлась копией с работы Ханса Хансена, который, в свою очередь, скопировал этого ангела с подножия «Сикстинской мадонны» Рафаэля. Лишь два года спустя, в 1826, Роэд выставил свою первую самостоятельную работу — портрет катехета Фюна — своего первого школьного учителя из Рингстеда.
Обучение в Академии проходило медленно, но уверенно. На первом этапе это была школа свободного рисования. В ноябре 1825 Роэд перешёл в школу гипса. Затем, в марте 1826 года, он перешёл в модельную школу Кристоффера Эккерсберга, где обучался вплоть до 1831 года. В 1828 году умер Ханс Хансен, и Йорген Роэд всецело погрузился в учёбу в Академии. Эккерсберг оказал на Роэда сильное влияние. В своём дальнейшем творчестве он сохранил верность школе Эккерсберга. В 1831 году Роэд завоевал на конкурсе малую серебряную медаль, а в 1833 — большую. За золотые медали он и не думал бороться.
В 1835 году Йорген Роэд подавал заявку в Академию о предоставлении финансовой поддержки от фонда «Fonden ad usus publicos», созданного ещё Фредериком V для поддержки науки, литературы и искусства. Однако на тот момент на соискание гранта претендовали ещё два художника — Вильхельм Марстранн и Луис Гурлит, а средства были ограничены. По своему усмотрению Академия была вынуждена пропустить вперёд Марстранна и Гурлита, и очередь Роэда сместилась на два года вперёд. Роэд получил поддержку от фонда лишь в 1837. Это было двухлетнее путешествие, которое позже было продлено фондом и Академией ещё на два года. Таким образом он пробыл за границей с 1837 по 1841. Сначала он отправился в Дюссельдорф, а потом в Италию, где находился преимущественно в Риме, но также посетил Флоренцию и Неаполь, где он был в компании с В. Марстраном и К. Хансеном. Здесь он выполнил несколько живописных работ, связанных с архитектурой, а также две алтарные работы для деревенских церквей. Он также исполнил копию одной из мадонн Рафаэля из Ватиканской коллекции. Уже в Дании в 1842 году эти работы привлекли к себе внимание в художественных кругах и получили положительные отзывы. По возвращении из образовательного путешествия Роэд целенаправленно продолжает академическую карьеру. В 1843 году, выполнив портрет датского фабриканта и политика Йохана Кристиана Древсена, он выдвинулся в кандидаты в члены Академии как портретист, а в 1844 году за исполнение портрета датского скульптора Г. В. Биссена был принят в члены Академии. Он был во второй раз в Италии в 1861 году, получив грант Anckerske Travel, а в 1862 его назначили профессором живописи Академии изящных искусств, где он преподавал до октября 1887 года. По выходе на пенсию он получил звание статского советника (дат. etatsråd).

## Творчество
Йорген Роэд не был новатором или блестящим изобретателем в живописи. На протяжении всей своей жизни он проявлял себя солидным и добросовестным работником на службе искусства. По манере исполнения и развитию его художественного мастерства было бы уместно разделить его творчество на раннее (конец 1820-х-1840-е), зрелое (1850-60-е) и позднее (1870-е и позже). Его ранние работы отличались более красивым запоминающимся живописным эффектом, более мягкой цветовой обработкой и исполнением, нежели поздние, в которых постепенно развивалась целенаправленная уверенность и сила в форме и цвете, нередко в сочетании с определённой сухостью в восприятии и толковании. Ещё за время своего образовательного путешествия по Италии в 1837-41 годах он создал работы, которые, по признанию Академии, ясно показали «несомненный дар, самостоятельное стремление и самое серьёзное использование средств, предлагаемых для художественного развития». Наиболее ярким примером одной из его замечательных ранних работ итальянского периода несомненно является картина «Тюремный двор в Палаццо дель Барджелло» (дат. «Fængselsgården i Palazzo del Bargello»), написанная по возвращении из Италии в 1842 году. Картина демонстрирует мягкий свет, продуманную композицию и хорошую проработку деталей. Здесь Роэд объединяет архитектурный пейзаж и группу людей в жанровую сценку. В 1840-е Роэд создаёт много портретов, среди которых известны портреты скульптора Биссена (1844), К. Древсена (1844), епископа Йенса Палудана-Мюллера (1845), Адама Эленшлегера (1847) и портрет матери — Эллен Роэд (1849).
1850-е годы в датской живописи это переходный период от Золотого века к национальному романтическому реализму. Именно в этот период датские живописцы, наставляемые академическим профессором и пропагандистом национального искусства Нильсом Лаурицом Хёйеном, обращаются к исконно датским мотивам. К таким мотивам обращался и Йорген Роэд. Одним из ярких примеров таких его работ является картина «Семейная жизнь в маленькой рыбацкой деревушке к северу от Хельсингёра» (дат. «Familieliv i et lille fiskerleje nord for Helsingør») 1855 года, сюжет которой Роэд не раз повторял. Среди жанровых работ зрелого периода можно выделить также его известную картину — «Зеландские работницы у колодца» (дат. «Sjællandske høstpiger hæger sig ved brønden»), написанную в 1850 году. Работа также отличается хорошо продуманной композицией и мягкостью в цвете. В той же манере и в том же году написана картина «Сад со старой крестильной купелью» (дат. «Haven med den gamle døbefont»). Будучи в 1851 году в Дрездене, Роэд выполнил там копию «Сикстинской мадонны» Рафаэля по заказу Мартина Хаммериха.
С 1862 года Йорген Роэд занимается преподавательской деятельностью в Академии изящных искусств. В этот период он создаёт много портретов и работ на религиозную тему. Среди религиозных работ известны такие, как «Христос в Эммаусе» (1865), «Христос с учениками в Эммаусе» (1866), «Христос на кресте с Марией и Святым Иоанном» (1866), а также «Распятие Христа» (дат. «Jesu Korsfæstelse») 1866 года, хранящаяся во дворце Фредериксборг. Многие из религиозных работ оказались впоследствии в различных церквях Дании. В этот период его живопись обретает уверенность и силу в исполнении. Замечательна такая работа, как портрет жены Эмилии Матильды, выполненный в 1871 году (Государственный музей искусств, Дания). Работа демонстрирует высокое исполнительское мастерство.

Работы Роэда в Государственном художественном музее
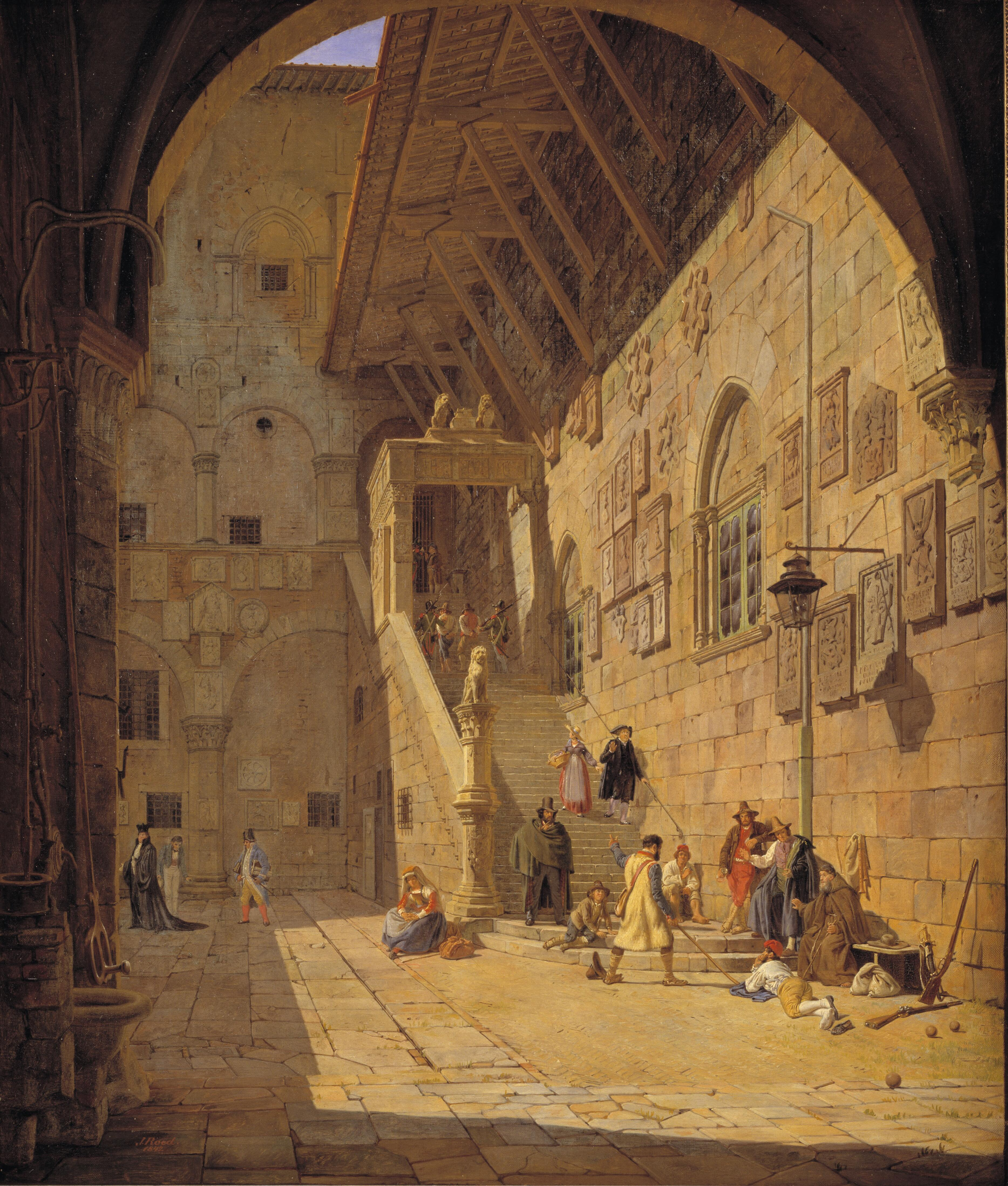
Тюремный двор в Палаццо дель Барджелло, 1842
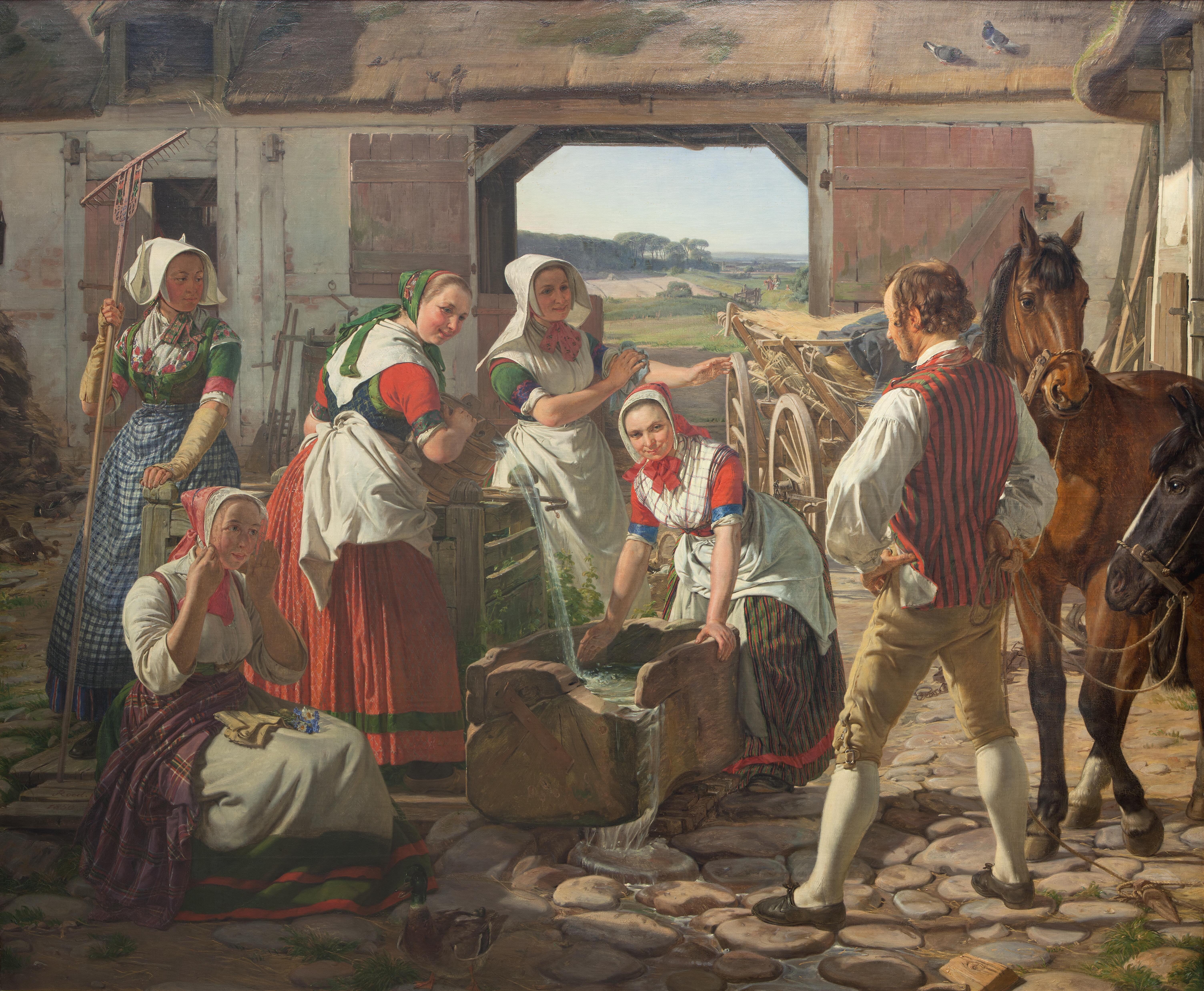
Зеландские работницы у колодца, 1850
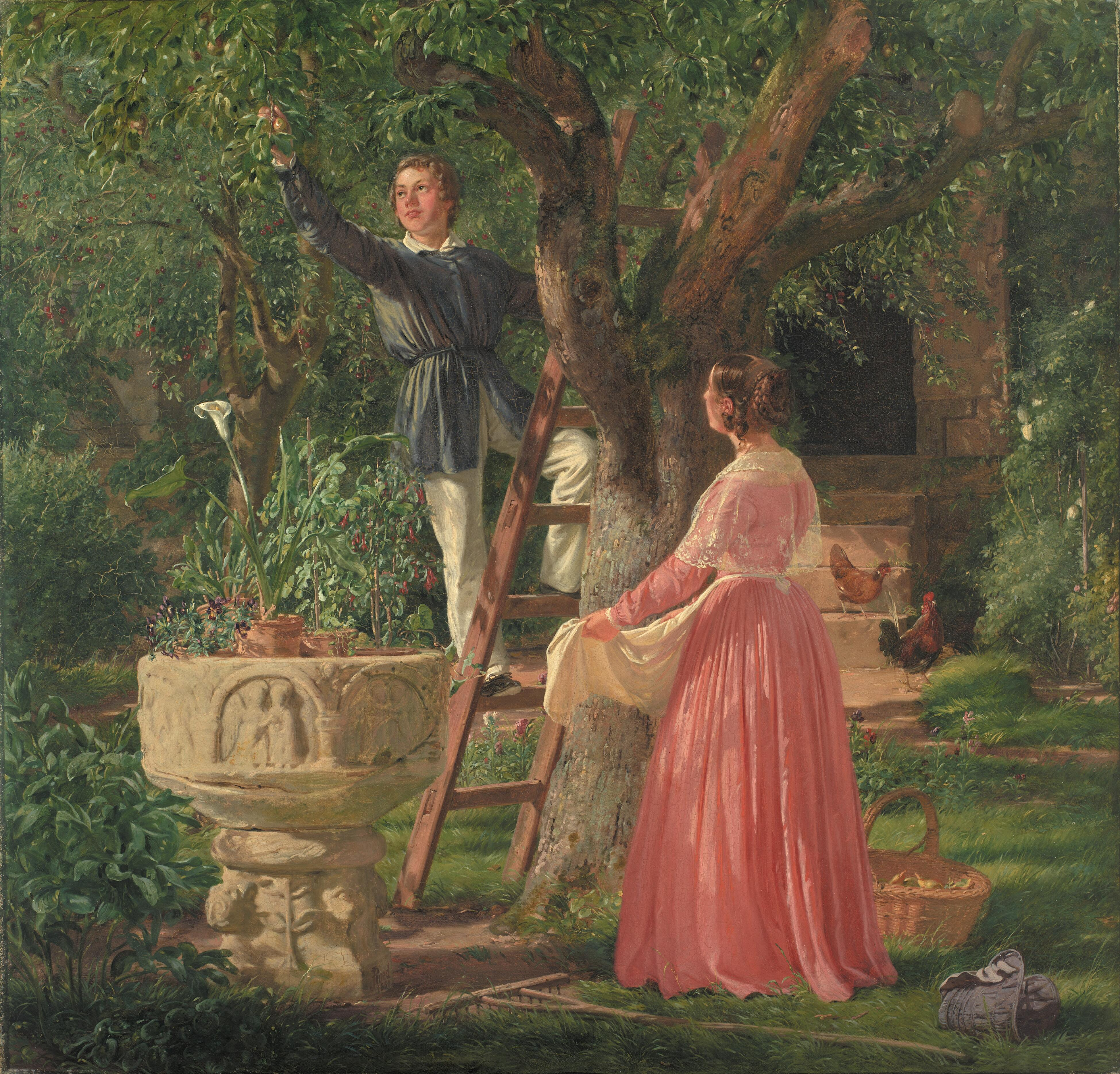
Сад со старой крестильной купелью, 1850
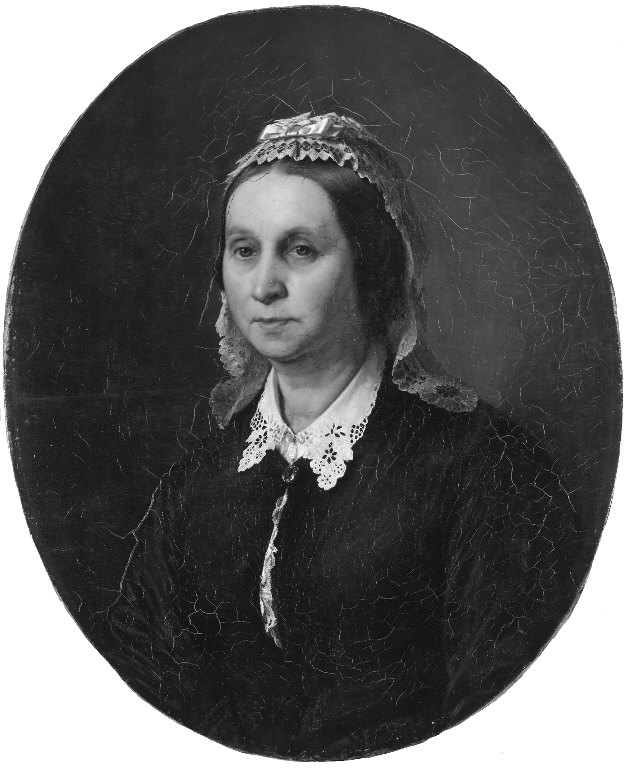
Портрет Эмилии Матильды Роэд, 1871
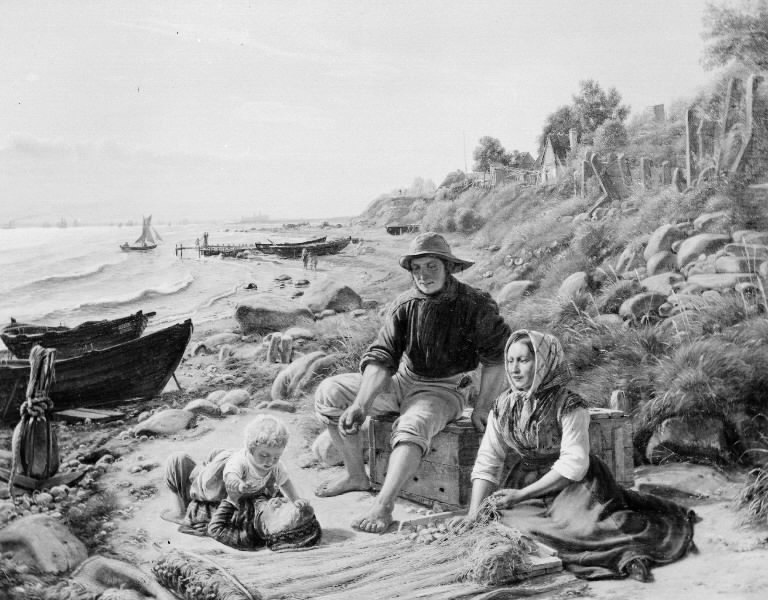
Семейная жизнь в маленькой рыбацкой деревушке к северу от Хельсингера, 1855

## Личная жизнь и семья
Ещё до отъезда за границу в 1837 году Роэд был помолвлен с дочерью актёра королевского Театра Йенса Вильяма Крузе — Эмилией Матильдой. Она преданно ждала его из долгого образовательного путешествия и, по его возвращении, 22 мая 1842 года они заключили брак. От этого брака у них родились дочь Хелена (07.12.1843), ставшая впоследствии датско-шведской поэтессой и писательницей, и сын Хольгер (02.11.1846), позднее ставший художником.
Дом семьи Роэдов характеризовался живыми интересами и в нём царила духовная атмосфера. В этом доме часто гостили люди, имевшие отношение к искусству. Йорген Роэд и его одарённая жена Матильда собрали немалый круг друзей, в числе которых были художники и друзья искусства. В их число также входил и историк искусства Юлиус Ланге, на которого Роэд оказал значительное влияние в художественно-эстетическом направлении. Отправляясь в путешествие, Роэд брал с собой семью. Так, с ноября 1861 по март 1862 семья совершила турне в Лондон, Париж, Флоренцию и Рим. Во время этого путешествия, в Риме, их дочь Хелена познакомилась со своим будущим мужем — шведским поэтом и историком искусства Карлом Рупертом Нюблумом, позднее ставшим членом шведской Академии.
Йорген Роэд скончался 8 августа 1888 года в возрасте 80 лет в Копенгагене.

## Выставки
- Шарлоттенборг, весенняя выставка, 1824-25, 1827-37, 1839-54, 1856-61, 1863, 1866- 78, 1880-85, 1887-88;
- Копенгагенский университет, 1843;
- «Выставка в пользу реконструкции Фредериксборга», Шарлоттенборг, 1860;
- Всемирная выставка, Лондон, 1862;
- Академия искусств, Стокгольм, 1866;
- Северная художественная выставка, Копенгаген, 1883;
- «Выставка прикладного искусства и портрета», Копенгаген, 1880;
- Ратуша, 1901;
- Ассоциация национального искусства, 1903-04, 1926;
- Шведская художественная ассоциация, Стокгольм, 1922;
- «Датское искусство», Национальная галерея Jeu de Paume, Париж, 1928;
- «Моя лучшая работа», Государственный музей искусств, 1941;
- «Сокровища датского искусства», Лондон, 1948;
- «Ютландия в датской живописи», Орхус, 1952;
- Шарлоттенборг, 1953;
- «Шарлоттенборг спустя 100 лет», Шарлоттенборг, 1957;
- «Датский золотой век», Национальный музей, Стокгольм, 1960;
- «Искусство Дании», Музей современного искусства, Нью-Йорк, 1961;
- «Золотой век датской живописи», Кунстхалле в Килле, 1968;
- «Датские художники девятнадцатого века, Палаццо Браски», Рим, 1977 и Государственный музей искусств, 1978;
- «Портретисты», Шарлоттенборг, 1977;
- «Старые датские рисунки», Художественный музей Северной Ютландии, 1980;
- «Сёллерёд в местной исторической живописи», галерея Хольтегор (Gl Holtegaard), 1982;
- «К. В. Эккерсберг и его ученики», Государственный музей искусств, 1984;
- «Датская живопись Золотого века», Национальная галерея, Лондон, 1984;
- «Орла Леман и национальное искусство», Художественный музей Вайле, 1986;
- Отдельные выставки: Кунстфорейнинн, Копенгаген, 1889;
- «Йорген Роэд в Рибе», Художественный музей Рибе, 1986;
- "Йорген Роэд в Италии, Глиптотека, 1991[2].

## Работы
| Работы              | Работы | Работы                                                           | Работы                                                                   |
| Год создания        | Название | Оригинальное название                                            | Местонахождение                                                          |
| ------------------- | --- | ---------------------------------------------------------------- | ------------------------------------------------------------------------ |
| 1824                | Голова ангела из «Сикстинской мадонны» Рафаэля, копия с работы Ханса Хансена                                                                  | Englehoved i Rafaels Sixtinske madonna, kopi efter Hans Hansens  |                                                                          |
| выставлялась в 1825 | «Врач», копия с картины Геррита Дау | Kvaksalveren, kopi efter Gerrit Dou                              |                                                                          |
| выставлялась в 1827 | Сцена в богатом голландском доме, копия с работы Питера ван Слингеланда                                                                       | Scene i et rigt hollandsk hjem, kopi efter Pieter van Slingeland |                                                                          |
| 1827                | Девушка с фруктами в корзине, портрет Лин Роэд                                                                                                | Pige med frugter i en kurv, portræt af Line Roed                 |                                                                          |
| 1828                | Портрет епископа Мёнстера | Biskop P.H. Mønster                                              | Государственный музей искусств, Дания                                    |
| 1829                | Автопортрет | Selvportræt                                                      | Собрание Хиршпрунга                                                      |
| 1830                | Портрет художника-мариниста Эмиля Нормана | Marinemaleren E.W. Norman                                        | Собрание Хиршпрунга                                                      |
| 1830                | Роэд и Константин Хансен на каноэ | Roed og Constantin Hansen på kanetur                             | Собрание Хиршпрунга                                                      |
| 1830                | Портрет Кюхлера | Albert Küchler                                                   | Собрание Хиршпрунга                                                      |
| 1831                | Портрет Кристиана IV, копия после Карела ван Мандера                                                                                          | Chr. IV, kopi efter Karel van Mander                             |                                                                          |
| 1831                | Художник в походе | En kunstner på vandring                                          | Государственный музей искусств, Дания                                    |
| 1831                | Портрет сестры Лины | Kunstnerens søster Line                                          | Художественный музей в Раннерсе                                          |
| ок. 1832            | Портрет Софи Андерсен | Sofie Andersen                                                   | Художественный музей Fuglsang                                            |
| 1832                | Портрет Йозефа фон Галле | Joseph Levin von Halle                                           | Фюнский художественный музей                                             |
| 1832                | Портрет Сюзанны Кёбке | Susanne Købke                                                    | Фюнский художественный музей                                             |
| 1833                | Портрет Хенриетты Тиберг | Henriette Thyberg                                                | Музей Ордрупгор                                                          |
| 1833                | Портрет Людвига Лэссё | Ludvig Læssøe                                                    | Национальный музей Дании                                                 |
| 1833                | Зимний эскиз двора Коллинс | Vinterstudie fra Collins gård                                    | Национальный музей Швеции                                                |
| 1834                | Портрет майора фон Доршойса | Major von Dorscheus                                              | Национальный музей Дании                                                 |
| 1834                | Девушка с фруктами в корзине | Pige med frugter i en kurv                                       | Государственный музей искусств, Дания                                    |
| 1835                | Карусель у замка Фредериксборг | Karruselgården ved Fr.borg Slot                                  | Художественный музей Хорсенса                                            |
| 1835                | Портрет Иды Вильхельмины Трок | Ida Vilhelmine Trock                                             | Национальный музей Швеции                                                |
| 1836                | Собор в Роскилле зимой | Roskilde Domkirke, vinterstykke                                  | Государственный музей искусств, Дания                                    |
| 1836                | Портрет Шарлотты Бартолин | Charlotte Bartholin                                              | Государственный музей искусств, Дания                                    |
| 1836                | Портрет Й. О. Е. Хорнемана | J.O.E. Hornemann                                                 | Фредериксборг                                                            |
| 1836                | Собор в Роскилле. Три женщины беседуют. Лето.                                                                                                 | Roskilde Domkirke, i forgrunden tre kvinder i samtale, sommer    | Художественный музей в Орхусе                                            |
| 1836                | Интерьер из собора в Рибе | Interiør fra Ribe Domkirke                                       | Собрание Хиршпрунга, эскиз в Гос. музее, Дания                           |
| 1836                | Внешний вид собора Рибе | Det ydre af Ribe Domkirke                                        | Государственный музей искусств, Дания                                    |
| 1836                | Рибский собор в лунном свете | Ribe Domkirke i måneskin                                         | Художественный музей в Рибе                                              |
| 1837                | Сан-Лоренцо-Фуори-Ле-Мура, Рим | San Lorenzo fuori le mura, Rom                                   | Национальная галерея в Осло                                              |
| 1838                | Храм Геракла в Кори | Herkulestemplet i Cori                                           | Государственный музей искусств, Дания                                    |
| 1838                | Площадь в Приверно | Torvet i Priverno                                                | Государственный музей искусств, Дания                                    |
| 1838                | Храм Герата в Пестуме | Heratemplet i Pæstum                                             | Государственный музей искусств, Дания                                    |
| 1838                | Часть храма Геры с видом на базилику | En del af Heratemplet med udsigt til Basilikaen                  | Собрание Хиршпрунга                                                      |
| 1838                | Храм Герата в Пестуме | Heratemplet ved Pæstum                                           | Художественный музей в Орхусе                                            |
| 1838                | Побережье с рыбацкими лодками, Искья | Kystparti med fiskerbåde, Ischia                                 | Художественный музей Гётеборга                                           |
| 1838                | Вид на Касамиччолу с Искьи | Parti fra Casamicciola på Ischia                                 | Государственный музей искусств, Дания                                    |
| 1839                | Оливковая роща d Тиволи под Римом | Olivenlund fra Tivoli ved Rom                                    | Галерея Нивогор                                                          |
| 1839                | Святая лестница в Сан Бенедетто, Субьяко | Scala Santa i San Benedetto, Subiaco                             | Собрание Хиршпрунга                                                      |
| 1839                | Христос и самаритянка | Kristus og den samaritanske kvinde                               | Церковь в Нёдебо (дат. Nødebo)                                           |
| 1840                | Дом Ченчи в Вилла Боргезе | Casa Cenci i Villa Borghese                                      | Новая глиптотека Карлсберга                                              |
| 1841                | Коронация Марии на небесах, копия после Рафаэля                                                                                               | Marias himmelkroning, kopi efter Rafael                          |                                                                          |
| 1842                | Тюремный двор в Палаццо дель Барджелло | Fængselsgården i Palazzo del Bargello                            | Государственный музей искусств, Дания                                    |
| 1843                | Портрет Йохана Кристиана Древсена | J.C. Drewsen                                                     | Фредериксборг                                                            |
| 1844                | Портрет Кристиана Древсена | Christian Drewsen                                                | Музей в Сёлерёд                                                          |
| 1844                | Портрет скульптора Биссена | H.W. Bissen                                                      | В Датской академии изящных искусств                                      |
| 1844                | Вид из виллы Боргезе | Parti fra Villa Borghese                                         | Галерея Нивогор                                                          |
| 1845                | Портрет епископа Йенса Палудана-Мюллера | Biskop Jens Paludan-Müller                                       | Собор в Орхусе                                                           |
| 1845                | Портрет Йонаса Коллина | Jonas Collin                                                     | Дворец-музей Фредериксборг                                               |
| 1847                | Портрет Адама Эленшлегера | Adam Oehlenschläger                                              | Студенческая ассоциация в Копенгагене                                    |
| 1849                | Портрет матери Эллен Роэд | Kunstnerens moder Ellen Roed                                     | Государственный музей искусств, Дания                                    |
| 1850                | Портрет Ф. О. Ланге | F.O. Lange                                                       | Дворец-музей Фредериксборг                                               |
| 1850                | Сад со старой крестильной купелью | Haven med den gamle døbefont                                     | Государственный музей искусств, Дания; эскиз в Лувре                     |
| 1850                | Летний сад | Sommer i en have                                                 | Музей Эрегор, Копенгаген                                                 |
| 1850                | Зеландские работницы у колодца | Sjællandske høstpiger hæger sig ved brønden                      | Государственный музей искусств, Дания                                    |
| 1851                | Копия Сикстинской мадонны Рафаэля | Den Sixtinske Madonna, kopi efter Rafael                         | Художественный музей Fuglsang                                            |
| 1853                | Портрет Себастьяна Вельхавна | J.S.C. Welhaven                                                  | Собрание Хиршпрунга                                                      |
| 1853                | Портрет Матильды Фибигер | Mathilde Fibiger                                                 | Дворец-музей Фредериксборг                                               |
| 1853                | Портрет композитора Хенрика Рунга | Henrik Rung                                                      | Королевский театр, Копенгаген                                            |
| 1854                | Портрет Томаса Кинго | Thomas Kingo                                                     | Церковь св. Кнуда в Оденсе                                               |
| 1855                | Портрет Йоргена Сонне | Jørgen Sonne                                                     | Дворец-музей Фредериксборг                                               |
| 1855                | Семейная жизнь в маленькой рыбацкой деревушке к северу от Хельсингера                                                                         | Familieliv i et lille fiskerleje nord for Helsingør              | Государственный музей искусств, Дания; эскиз в собрании Хиршпрунга       |
| 1856                | Портрет 10-летнего сына Хольгера | Kunstnerens søn Holger i hans tiende år                          | Государственный музей искусств, Дания                                    |
| 1857                | Портрет Фредерика Палудан-Мюллер | Fr. Paludan-Müller                                               | Государственный музей искусств, Дания                                    |
| 1857                | Портрет гравёра Карла Эдуарда Сонне | C.E. Sonne                                                       | Дворец-музей Фредериксборг                                               |
| 1858                | Се человек | Ecce homo                                                        | Церковь в Сондер Стендеруп (в 10 км от Коллинга) (дат. Sønder Stenderup) |
| 1859                | Портрет Петера Сковгора | P.C. Skovgaard                                                   | Дворец-музей Фредериксборг                                               |
| 1860                | Портрет епископа Северина Биндесбёлля | Biskop Severin Bindesbøll                                        | Церковь св. Будольфи, Ольборг                                            |
| 1860                | Портрет Андреаса Сёренса Веделя | Anders Sørensen Vedel                                            | Церковь св. Николая в Вайле                                              |
| 1861                | Явление Христа ребёнку | Kristus fremstillende et barn                                    | Церковь Стенлилле (дат. Stenlille Kirke)                                 |
| 1862                | Портрет Альберта Кюхлера в монашеском облачении                                                                                               | Albert Küchler som munk                                          | Музей Торвальдсена                                                       |
| 1865                | Христос в Эммаусе | Kristus i Emmaus                                                 | Церковь в Ганлёсе (дат. Ganløse)                                         |
| 1866                | Христос с учениками в Эммаусе | Kristus med disciplene i Emmaus                                  | Каппельская церковь (дат. Kappel Kirke), близ г. Наксков                 |
| 1866                | Кинго и Грифенфельтт | Kingo og Griffenfeldt                                            | Дворец-музей Фредериксборг                                               |
| 1866                | Распятие | Korsfæstelsen                                                    | Дворец-музей Фредериксборг                                               |
| 1866                | Христос на кресте с Марией и Иоанном | Kristus på korset med Maria og Johannes                          | Церковь в Рёвиге (дат. Rørvig)                                           |
| 1866                | Автопортрет | Selvportræt                                                      | Собрание Хиршпрунга                                                      |
| 1867                | Христово воскресение | Kristi opstandelse                                               | Лисбьергская церковь (в 8 км от Орхуса)                                  |
| 1868                | Портрет Кристиана Йенсена | C.A. Jensen                                                      | Выставочный фонд, Шарлоттенборг                                          |
| 1868                | Портрет Кристиана Сиберна | Сибберн, Фредерик Кристиан                                       | Художественный музей в Орхусе                                            |
| 1868                | Портрет Вильхельма Марстранна | Wilhelm Marstrand                                                | Художественный музей в Орхусе                                            |
| 1868                | Портрет епископа Г. П. Браммера | Biskop G.P. Brammer                                              | Кафедральный собор в Орхусе                                              |
| 1870                | Распятый Христос и Мария Магдалена | Kristus på korset og Maria Magdalene                             | Церковь Сёби (в 7 км от Хорнслета)                                       |
| 1870                | Портрет бумажного фабриканта Микаэля Древсена                                                                                                 | Michael Drewsen                                                  | Музей в Силькеборге                                                      |
| 1871                | Портрет жены Эмилии | Kunstnerens hustru, Emilie Roed                                  | Государственный музей искусств, Дания; эскиз в Национальном музее Швеции |
| 1872                | Портрет барона Ивера Хольгера Розенкранца | Baron Iver Holger Rosenkrantz                                    | Дворец-музей Фредериксборг                                               |
| 1873                | Портрет художника В. Марстрана | Maleren Wilhelm Marstrand                                        | Дворец-музей Фредериксборг                                               |
| 1874                | Портрет Й. Ф. Мюллера | J.F. Müller                                                      | Художественный музей в Рибе                                              |
| 1878                | Охотничья компания на привале (начата сыном Хольгером, но не завершена ввиду преждевременной кончины. Закончена Роэдом после смерти Хольгера) | Et jagtselskab, der holder hvil                                  |                                                                          |
| 1881                | Портрет Каролины Амалии Мелдаль | Caroline Amalie Meldahl                                          | Государственный музей искусств, Дания                                    |
| 1883                | Автопортрет | Selvportræt                                                      | Выставочный фонд, Шарлоттенборг                                          |
| 1885                | Явление во храме | Fremstillingen i templet                                         | Церковь св. Бендта, Рингстед                                             |